# Ashley Chambers
Ashley Chambers, född 1 mars 1990 i Leicester, är en engelsk fotbollsspelare. Sedan 2010 spelar han i den engelska klubben York City i League Two, där hans främsta position är anfallare.
Chambers är en produkt från Leicesters akademi, som han anslöt sig till 1998. År 2005 skrev han på för a-laget. Chambers var år 2009 utlånad till Wycombe Wanderers och år 2010 utlånad till Grimsby Town.
Ashley Chambers har spelat för Englands U-17 landslag, U-18 landslag och U-19 landslag.